# Perenniporia roseoisabellina
Perenniporia roseoisabellina är en svampart som först beskrevs av Pat. & Gaillard, och fick sitt nu gällande namn av Leif Ryvarden 1983. Perenniporia roseoisabellina ingår i släktet Perenniporia och familjen Polyporaceae.   Inga underarter finns listade i Catalogue of Life.